# 宮島口駅
宮島口駅（みやじまぐちえき）は、広島県廿日市市宮島口一丁目にある、西日本旅客鉄道（JR西日本）山陽本線の駅である。駅番号はJR-R10。
2009年（平成21年）に分社化されるまで鉄道連絡船の駅として扱われていた、宮島連絡船の宮島口駅については宮島口フェリー乗り場を参照。

## 概要
広島シティネットワークエリア内にあり、ICOCAが利用可能（相互利用可能ICカードはICOCAの項を参照）。
戦前戦中までは日本海軍の艦艇停泊地があった柱島近海の艦艇へ直接ランチ（連絡用の艦載艇）が発着したため、特急「富士」に代表される優等列車が停車していた。
戦後は、日本三景の一つでもある安芸の宮島の玄関口として一部の特急列車や急行列車が停車していた。山陽新幹線全通（1975年）を境に山陽本線の優等列車の運行形態は激変、夜行列車のみとなるも2005年（平成17年）3月に寝台特急「あさかぜ」が廃止されたのを最後に、現在はこの駅に定期で停車する特急・急行はない。
ただし、2017年（平成29年）6月17日に運行を開始した団体専用列車の「TWILIGHT EXPRESS 瑞風」（山陽コース・上り）および「WEST EXPRESS 銀河」(山陽コース・下り)は停車する

## 歴史

### 年表
- 1897年（明治30年）9月25日：山陽鉄道 広島駅 - 徳山駅間の開通と同時に、宮島駅として開業[5]。旅客・貨物の取り扱いを開始[5]。
- 1906年（明治39年）12月1日：山陽鉄道の国有化により官設鉄道の駅となる[5]。
- 1909年（明治42年）10月12日：線路名称制定。山陽本線の所属となる。
- 1942年（昭和17年）4月1日：宮島口駅に改称[5]。
- 1947年（昭和22年）12月5日：昭和天皇の戦後巡幸。大竹駅 - 宮島口駅間でお召し列車が運行[6]。
- 1964年（昭和39年）9月11日：現在の駅舎が完成[7][8]。
- 1974年（昭和49年）
  - 6月1日：みどりの窓口の営業を開始[9]。
  - 10月1日：貨物の取り扱いを廃止[5]。
- 1985年（昭和60年）3月14日：荷物扱い廃止[5]。
- 1986年（昭和61年）7月：改札口を西側に15m移動[10]。
- 1987年（昭和62年）4月1日：国鉄分割民営化により西日本旅客鉄道（JR西日本）の駅となる[5]。
- 1997年（平成9年）3月8日：宮島連絡船の往復乗船券券売機を設置[10]（2017年の駅構内改修で撤去）。
- 2007年（平成19年）
  - 6月14日：ICOCA対応の自動改札機を設置。
  - 9月1日：ICカード「ICOCA」の利用が可能となる[8]。
- 2010年（平成22年）12月11日：エレベーターが設置され、使用を開始。
- 2016年（平成28年）4月1日：西広島駅から当駅に管理駅業務が移管される。
- 2017年（平成29年）：「TWILIGHT EXPRESS 瑞風」の運行開始に伴い、駅構内を改修[11]。
- 2019年（平成31年）
  - 2月28日：みどりの窓口の営業を終了[12]。
  - 3月1日：みどりの券売機プラスの利用を開始[12]。
- 2021年（令和3年）11月1日：管理駅から外れる。

### 鉄道唱歌
大和田建樹作詞の『鉄道唱歌』第二集では、当時の宮島駅（現・宮島口駅）が4番にもわたって歌われている。
19. 己斐の松原五日市　いつしか過ぎて厳島　鳥居を前に眺めやる　宮島駅につきにけり
20. 汽笛ならして客を待つ　汽船に乗れば十五分　早くもここぞ市杵島（いちきしま）　姫のまします宮どころ
21. 海にいでたる廻廊の　板に浮べてさす汐に　うつる燈籠の火の影は　星か蛍か漁火（いさりび）か
22. 毛利元就この島に　城をかまえて君の敵　陶晴賢を誅せしは　のこす武臣の鑑なり

## 駅構造
直営駅で単式ホーム1面1線と島式ホーム1面2線、合計2面3線のホームを持つ地上駅。駅舎側1番線が単式ホーム、3・4番線が島式ホームであり、互いのホームは跨線橋で連絡している。2021年10月31日までは管理駅であった。また、駅スタンプが設置されている。
2010年（平成22年）12月11日にバリアフリー整備が完了し、ホームにエレベーターが設置された。

### のりば
| のりば | 路線     | 方向 | 行先           |
| ------ | -------- | ---- | -------------- |
| 1      | 山陽本線 | 下り | 岩国・柳井方面 |
| 3・4   | 山陽本線 | 上り | 広島・三原方面 |

付記事項
- 1番線が下り本線、3番線が上り本線、4番線が上り副本線である。かつては1・3番線の間にホームのない中線（2番線）があったが、2012年3月のダイヤ改正で撤去され、その後欠番となった。
- 上り電車は原則として3番線を使用する。4番線は、平日朝通勤時間帯に上り普通電車[注釈 1]が緩急接続のため使用する他、一部列車[注釈 2]が使用しており、かつては臨時快速列車「清盛マリンビュー」も使用していた。

また毎年8月11日前後に開催されていた宮島水中花火大会の開始前と終了後は当駅発着の臨時列車が設定されていたが、当駅には折り返し設備がないため、当駅止まりの下り臨時列車は1番線に到着し、乗客を降ろした後そのまま大野浦駅まで回送され、折り返したうえで再度上り臨時列車として運用される。
- かつて優等列車の乗車目標として使われた、それらの列車の名称が上下線のホームに書かれている。
- 2008年（平成20年）5月29日から下り列車の停車位置を20m（1両分）前空駅寄りに変更。

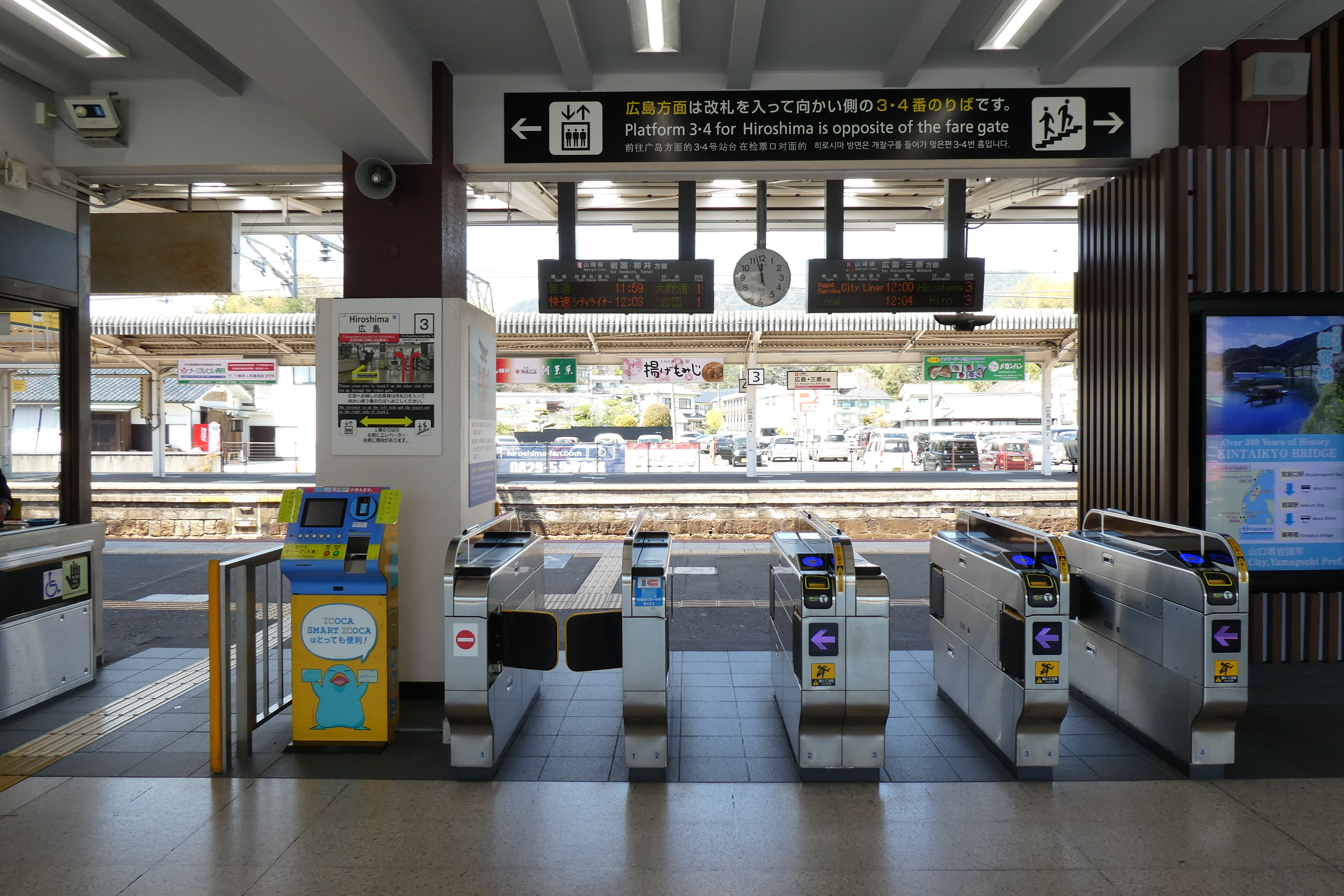
改札口（2020年4月）
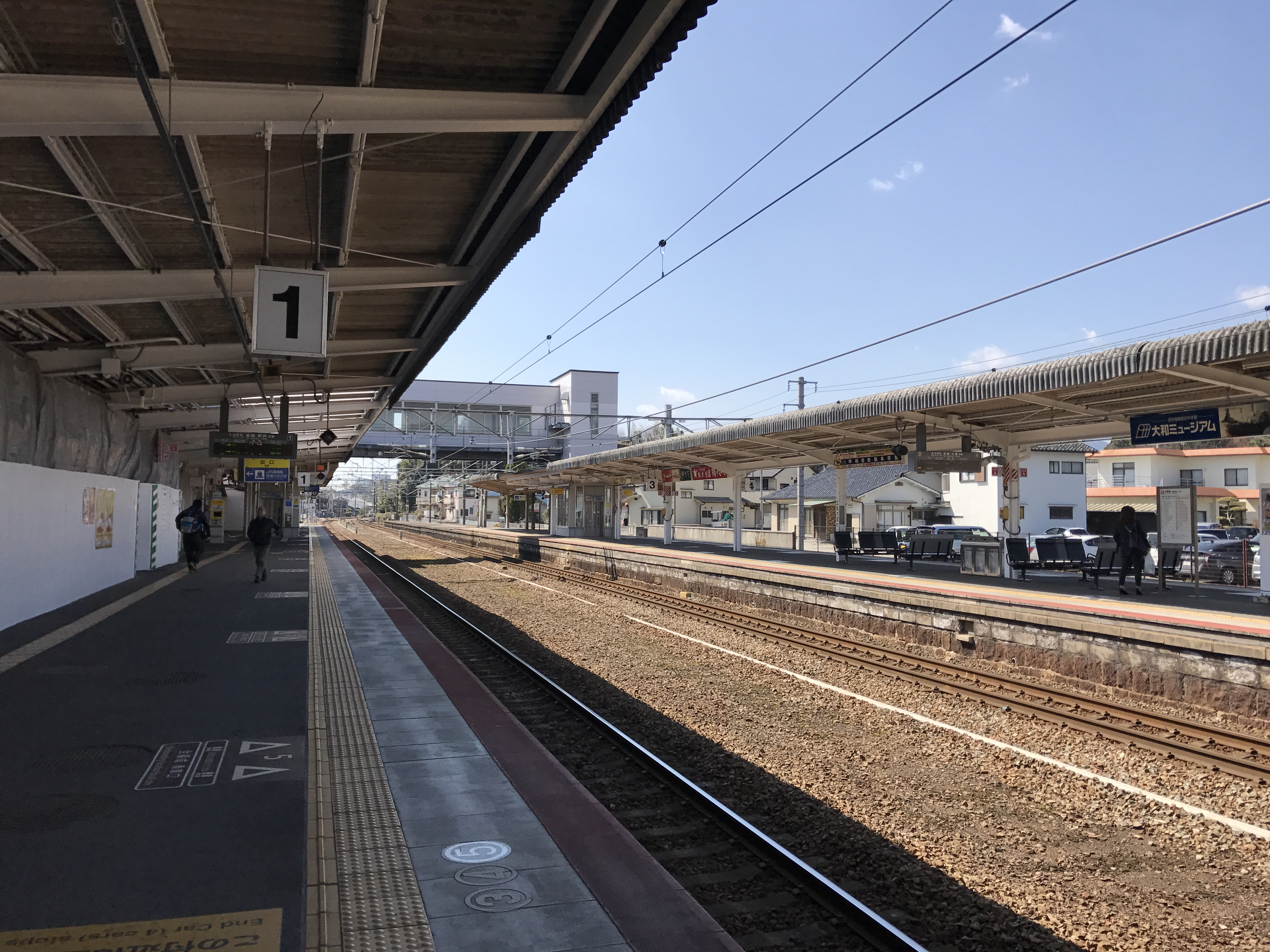
1番ホーム（2017年3月）
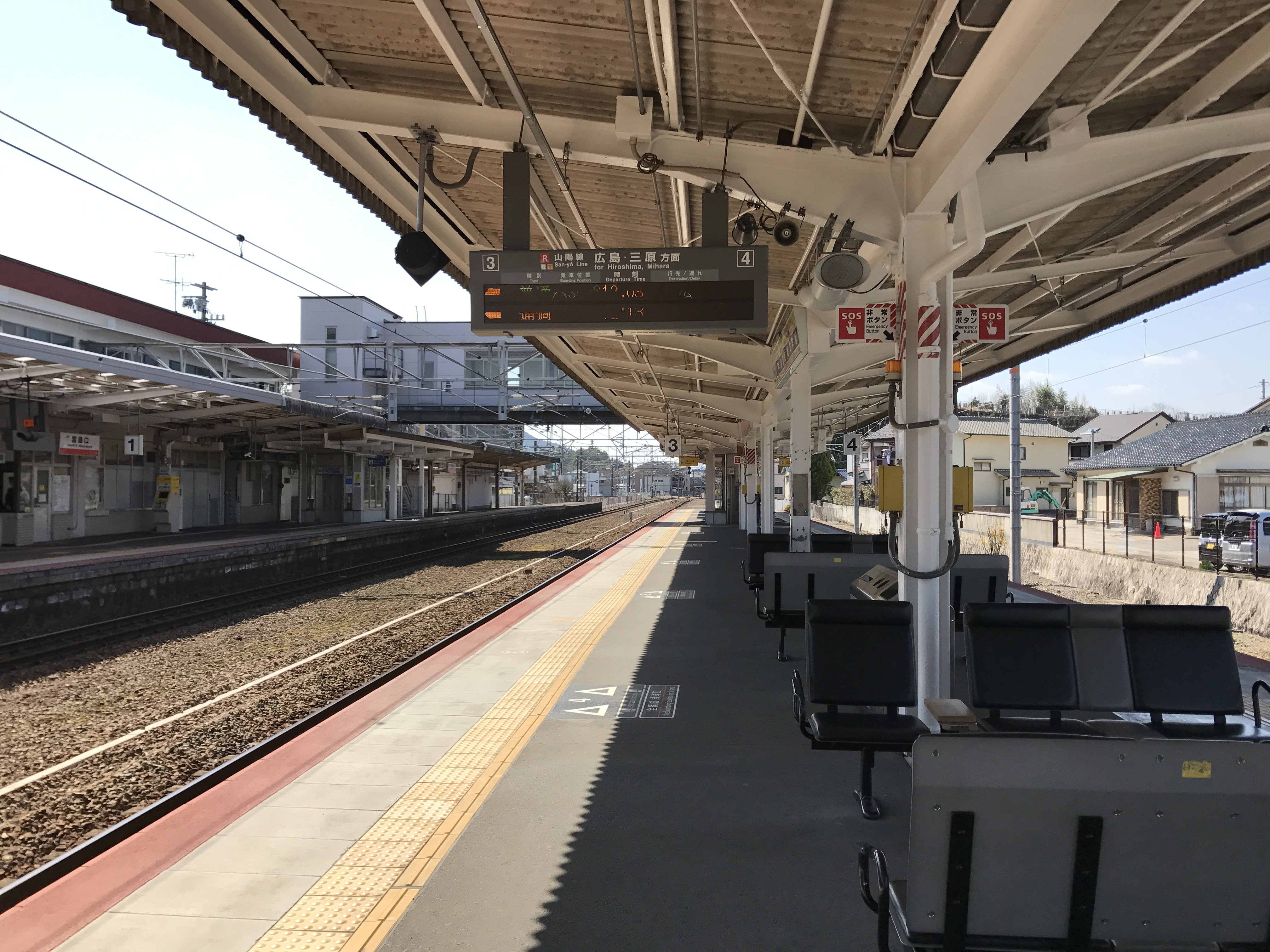
3番ホーム（2017年3月）

### 駅舎概要
- 地平平屋方式
- 1964年（昭和39年）改築・落成
  - 駅舎のデザインは大鳥居を模したものであり、国鉄時代は駅舎の色が朱色だったがJR西日本発足後、朱色から茶色に変更された。

### 駅舎コンコース内
- 改札口1箇所（2007年6月14日に自動改札機が設置された）
- 窓口
- 自動券売機8台（JR鉄道線専用・5台　みどりの券売機プラス・1台・連絡船専用…2台・JR鉄道線専用のうち1台はICOCAに対応している。）
- 待合所
- コインロッカー
- トイレ1箇所多目的便所付き
  - かつて駅のホームに、あなごめしの駅弁を販売する店舗があったが、現在は閉店。
  - その他、過去には駅そば屋（2008年ごろ閉店）、たこ焼き屋、キヨスクなどが存在した。

### 駅舎コンコース外
- ヤマト運輸 宮島口駅ねこのてステーション預かり所（手荷物預かり所）
- トイレ1箇所

### 駅舎前
- セブン-イレブン おみやげ街道

## 駅弁

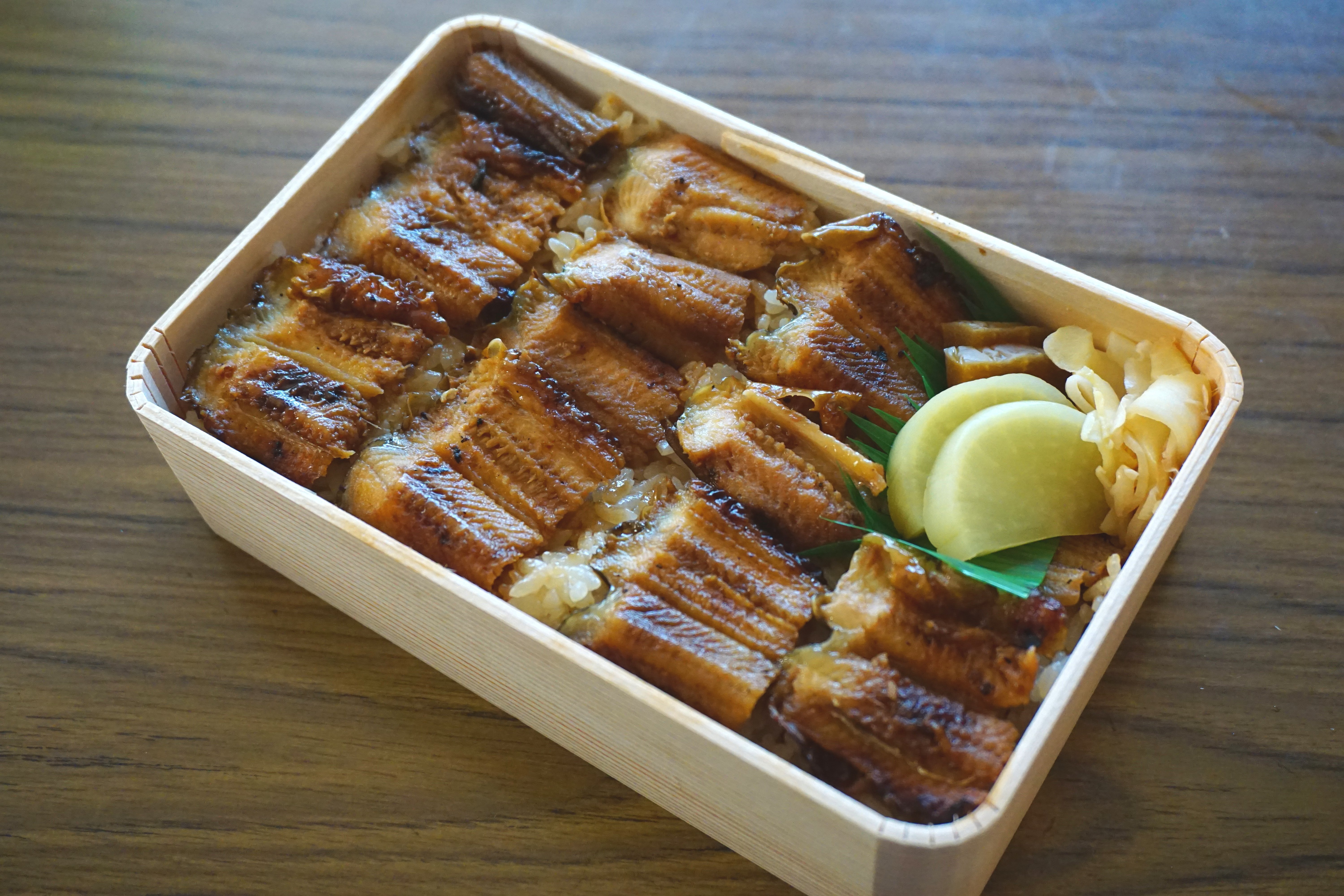
あなごめし弁当

駅前にある「うえの」が販売している。主な駅弁は下記の通り。
- あなごめし弁当

## 利用状況
「広島県統計年鑑」「廿日市市統計書」によると、近年の1日平均乗車人員は以下の通りである。2008年度までは、宮島口桟橋の利用客も含む。
| 年度                | 1日平均 乗車人員 |
| ------------------- | ---------------- |
| 1987年（昭和62年）  | 8,310            |
| 1988年（昭和63年）  | 8,229            |
| 1989年（平成 元年） | 8,218            |
| 1990年（平成02年）  | 7,920            |
| 1991年（平成03年）  | 7,656            |
| 1992年（平成04年）  | 7,626            |
| 1993年（平成05年）  | 7,655            |
| 1994年（平成06年）  | 7,421            |
| 1995年（平成07年）  | 7,199            |
| 1996年（平成08年）  | 7,301            |
| 1997年（平成09年）  | 7,063            |
| 1998年（平成10年）  | 6,722            |
| 1999年（平成11年）  | 6,346            |
| 2000年（平成12年）  | 5,668            |
| 2001年（平成13年）  | 5,421            |
| 2002年（平成14年）  | 5,569            |
| 2003年（平成15年）  | 5,800            |
| 2004年（平成16年）  | 5,378            |
| 2005年（平成17年）  | 5,842            |
| 2006年（平成18年）  | 5,939            |
| 2007年（平成19年）  | 6,307            |
| 2008年（平成20年）  | 6,819            |
| 2009年（平成21年）  | 3,809            |
| 2010年（平成22年）  | 3,509            |
| 2011年（平成23年）  | 3,943            |
| 2012年（平成24年）  | 4,143            |
| 2013年（平成25年）  | 4,101            |
| 2014年（平成26年）  | 4,093            |
| 2015年（平成27年）  | 4,270            |
| 2016年（平成28年）  | 4,536            |
| 2017年（平成29年）  | 4,604            |
| 2018年（平成30年）  | 4,359            |
| 2019年（令和 元年） | 4,309            |
| 2020年（令和02年）  | 2,330            |
| 2021年（令和03年）  | 2,456            |
| 2022年（令和04年）  | 3,544            |
| 2023年（令和05年）  | 4,504            |

## 駅周辺

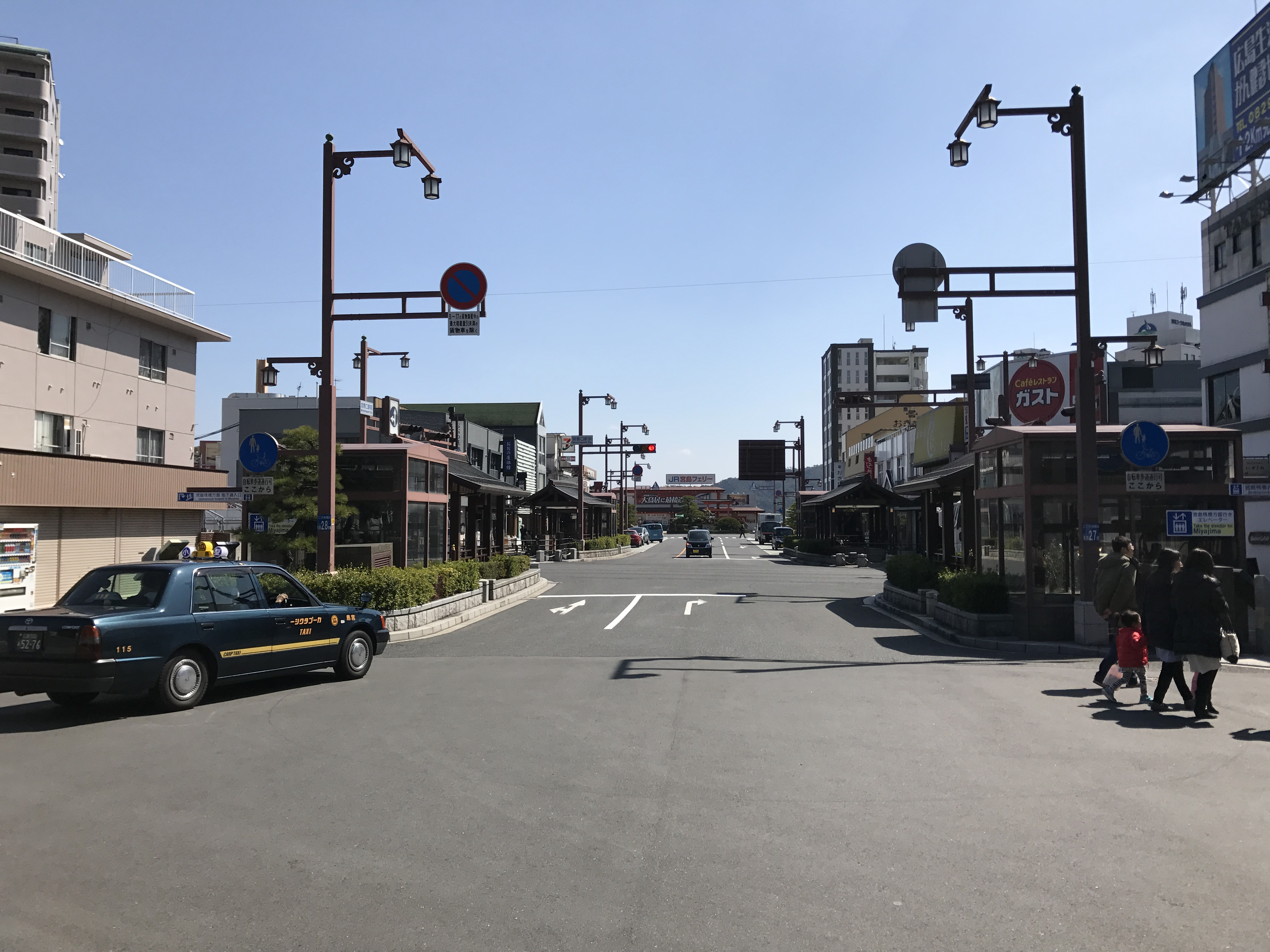
駅前からフェリー航路桟橋方面を眺める（2017年3月）

駅周辺は、厳島（宮島）への玄関口として土産物店や名物のあなご飯屋・カキ小屋などが並ぶ。一方、桟橋側の景観に関しては「廿日市市景観計画」において駅舎並びに周辺の広告看板について「国際的な観光地『宮島』の玄関口としては、必ずしもふさわしくない色彩や規模の建築物や屋外広告物が見られる」との問題点が指摘されている。
前述の通り、鉄道駅と航路桟橋の間は国道2号（宮島街道）が横断しているが車両通行量・横断歩行者とも多いこともあり、地下横断歩道を設けて平面横断禁止としている。正月の初詣、GW、お盆、宮島水中花火大会（毎年8月14日）、紅葉などの行楽シーズンは周辺道路が大変な混雑となる。
国道2号から桟橋までの道路は広島県道43号厳島公園線の一部である。桟橋前のロータリーは天皇盃全国都道府県対抗男子駅伝競走大会の3区中継点となっており、放送などで「しゃもじコーナー」「しゃもじロータリー」の名前で呼ばれる。広島電鉄宮島線の広電宮島口駅はこのロータリー沿いにあり、JRの鉄道駅よりも桟橋に近い。
宮島競艇場は当駅の約300m北側に位置しており、最寄り駅の一つとなっている。
山陽本線の山側は新興住宅街が広がる。同駅の西方約1km（ジェイ・エム・エス大野工場付近）を山陽新幹線が通過しており、以前はここに新駅を請願駅として設置し、宮島観光の活性化を図ろうとする運動があったが、JR西日本は線路勾配の問題により駅の設置は不可能と回答したため、現在では駅設置運動は終息している。

## 隣の駅
西日本旅客鉄道（JR西日本）
 山陽本線
■快速「通勤ライナー」（平日朝上りのみ運転）
宮内串戸駅 (JR-R08) ← 宮島口駅 (JR-R10) ← 大竹駅 (JR-R14)
■快速「シティライナー」（土休日のみ運転）
五日市駅 (JR-R06) - 宮島口駅 (JR-R10) - 大野浦駅 (JR-R12)
■普通
阿品駅 (JR-R09) - 宮島口駅 (JR-R10) - 前空駅 (JR-R11)